# Окленд (округ Сасквеганна, Пенсільванія)
Окленд (англ. Oakland) — місто (англ. borough) в США, в окрузі Сасквегенна штату Пенсільванія. Населення — 563 особи (2020).

## Географія
Окленд розташований за координатами 41°57′3″ пн. ш. 75°36′32″ зх. д. / 41.95083° пн. ш. 75.60889° зх. д. (41.950773, -75.608763).  За даними Бюро перепису населення США в 2010 році місто мало площу 1,30 км², з яких 1,16 км² — суходіл та 0,15 км² — водойми.

## Демографія
Згідно з переписом 2010 року, у селищі мешкало 616 осіб у 229 домогосподарствах у складі 163 родин. Густота населення становила 472 особи/км².  Було 256 помешкань (196/км²).
Расовий склад населення:
| - 98,4 % — білих - 0,6 % — азіатів - 0,5 % — чорних або афроамериканців |

До двох чи більше рас належало 0,5 %. Частка іспаномовних становила 1,3 % від усіх жителів.
За віковим діапазоном населення розподілялося таким чином: 24,7 % — особи молодші 18 років, 63,8 % — особи у віці 18—64 років, 11,5 % — особи у віці 65 років та старші. Медіана віку мешканця становила 38,7 року. На 100 осіб жіночої статі у селищі припадало 99,4 чоловіків;  на 100 жінок у віці від 18 років та старших — 95,0 чоловіків також старших 18 років.
Середній дохід на одне домашнє господарство  становив 46 077 доларів США (медіана — 41 313), а середній дохід на одну сім'ю — 51 106 доларів (медіана — 47 857). За межею бідності перебувало 18,2 % осіб, у тому числі 17,0 % дітей у віці до 18 років та 12,0 % осіб у віці 65 років та старших.
Цивільне працевлаштоване населення становило 267 осіб. Основні галузі зайнятості: освіта, охорона здоров'я та соціальна допомога — 33,0 %, виробництво — 10,9 %, транспорт — 7,1 %, фінанси, страхування та нерухомість — 7,1 %.